# Pinheiro Correia
José Pedro Pinheiro Correia (9 de junho de 1892 —?) foi um pioneiro da aviação português e militar que atingiu o posto de Coronel. Ao longo da sua vida dedicou-se à aviação civil e militar em Portugal.
Começou a sua carreira militar como voluntário, tendo ingressado nas forças armadas como Praça, com dezanove anos, no Regimento de Infantaria N.º 7 para, mais tarde em 1915, ingressar na Escola de Guerra - como então se chamava à atual Academia Militar - onde tirou o Curso da Arma de Infantaria. Promovido a alferes em 1916, rapidamente se sentiu atraído pela aviação, que estava a ser criada em Portugal, e concorreu assim ao primeiro curso que se realizou na Escola de Aeronáutica Militar, na Vila Nova da Rainha, onde ficou apresentado desde 15 de outubro do ano em referência. Nesta altura, era Diretor da Instrução de Pilotagem o comandante Sacadura Cabral. Em 1917, não tendo concluído o seu curso de pilotagem, ofereceu-se para prestar serviço em Moçambique, onde a Alemanha nos tinha declarado guerra, seguindo para essa província a 2 de julho e prestando serviço como observador. Em dezembro de 1919, Pinheiro Correia regressa à metrópole e no princípio do ano imediato foi promovido a Tenente e colocado no Grupo de Esquadrilhas de Aviação República, unidade recém-criada, onde passou a exercer as funções de diretor da Secção Fotográfica, especialidade de que era amador entusiasta. É promovido a Capitão no dia 25 de agosto de 1922 e presta depois serviço no Parque de Material Aeronáutico, que abandona para se apresentar a 3 de novembro na Escola Militar de Aeronáutica, a fim de tirar o curso de piloto aviador, cujo diploma lhe é conferido com a data de 5 de fevereiro de 1925.
De 1928 a 1930, é nomeado adjunto da Direção da Arma de Aeronáutica, que tinha a sua sede junto à Sé de Lisboa. Em abril de 1930 é promovido a Major, sendo colocado no Grupo Independente de Aviação de Bombardeamento como 2.º Comandante, e no ano seguinte passou a comandar. Em julho de 1934 é transferido para a Amadora, cuja unidade tinha então o nome de Grupo de Aviação de Informação N.º 1, o qual comandou até à sua extinção em 1938. Em 1938 Pinheiro Correia, já com a patente de Tenente-Coronel, chefiou a missão portuguesa que, dentro do plano de rearmamento do Exército, foi à Alemanha receber os aviões bimotores Junkers Ju 86, destinados ao grupo de bombardeamento de dia da Base Aérea da Ota, cujo comando lhe foi atribuído. Esteve na vigência do comando da unidade até 1943, ano em que foi promovido a Coronel e colocado no Comando Geral da Aeronáutica Militar. Aqui ficou durante um ano até ser nomeado, em março de 1943, Comandante da Aeronáutica no Comando Militar dos Açores, em S. Miguel, cargo onde permaneceu até 1946.
Depois de passar à reserva em 1948, passou a prestar serviço nos Transportes Aéreos Portugueses como Delegado em Paris, lugar que ocupou até maio de 1953, continuando no entanto em Lisboa integrado na TAP até 30 de abril de 1954.

## Condecorações[4][5]
- Oficial da Ordem Militar da Torre e Espada, do Valor, Lealdade e Mérito em 21 de novembro de 1925.
- Cavaleiro da Ordem Militar de Sant'Iago da Espada em 5 de outubro de 1928.
- Comendador da Ordem Militar de Avis em 5 de outubro de 1931.
- Comendador da Ordem Militar de Cristo em 4 de novembro de 1931.
- Medalha da Ordem da Cruz Vermelha da Alemanha em 19 de janeiro de 1937.
- Grande-Oficial da Ordem Militar de Avis em 31 de outubro de 1944.
- Comendador da Ordem do Império em 11 de junho de 1964, imposta pelo Presidente da República, Almirante Américo Tomás, em Alverca, na Comemoração do Cinquentenário da Aviação Militar em 14 de maio de 1964 (ordem extinta em 1974).
- Comendador da Ordem do Infante Dom Henrique em 22 de abril de 1966 (pelo ministro da marinha Mendonça Dias).[6]